# Panniar
Paniar és una població de Madhya Pradesh, abans al principat de Gwalior, a 26° 06′ 12″ N, 78° 02′ 02″ E / 26.10333°N,78.03389°E a uns 20 km al sud-oest de la fortalesa de Gwalior. Famosa per la batalla que s'hi va lliurar el 29 de desembre de 1843 (el mateix dia de la victòria de Maharajpur), entre britànics i marathes; el major general Grey portava un destacament des de Bundelkhand a Agra per cooperar amb Sir Hugh Gough, commandant en cap, i va creuar el riu Sind a Chandpur procedint cap al nord-oest i després d'una marxa de prop de 30 km fou atacat per l'exèrcit maratha (uns 12.000 homes) concentrat al poble de Mangor; la força britànica va agafar posicions a Panniar i amb una sèrie d'atacs va rebutjar a l'enemic i va capturar la seva artilleria (24 peces) i munició. Les baixes britàniques foren 35 morts i 182 ferits; les marathes foren molt importants però no quantificades.